# Centris mariae
Centris mariae är en biart som beskrevs av Alexander Mocsáry 1896.
Centris mariae ingår i släktet Centris och familjen långtungebin. Inga  underarter finns listade i Catalogue of Life.